# Flumequin
Flumequin ist ein Arzneistoff der Gruppe der Chinolon-Antibiotika, genauer der Fluorchinolonantibiotika. Es wurde erstmals 1973 patentiert.
In der Tiermedizin wird es zur Behandlung von bakteriellen Infektionen eingesetzt. In Deutschland wurde die Substanz nie für den Markt zugelassen. Im April 2019 wurde Flumequin in Europa für die humanmedizinische Verwendung vom Markt zurückgezogen, nachdem ein Risikobewertungsverfahren ergeben hatte, dass die Schwere der Nebenwirkungen eine Verwendung nicht rechtfertige.

## Eigenschaften
Flumequin ist ein weißes bis fast weißes mikrokristallisches Pulver. Es ist praktisch unlöslich in Wasser, wenig löslich in Dichlormethan und sehr schwer löslich in Methanol. In verdünnter Alkalihydroxid-Lösung ist die Substanz gut löslich.

## Chemie

### Synthese
Die Synthese von Flumequin ist in der Literatur zusammenfassend beschrieben.

### Stereoisomerie
Die Verbindung ist chiral und wird als Racemat, d. h., als 1:1-Mischung der beiden Enantiomere verwendet. Die Tabelle zeigt die Strukturformeln der beiden Enantiomere:
| Enantiomere von Flumequin |                |
| (S)-Enantiomer            | (R)-Enantiomer |
|                           |                |